# Anadelphia
Anadelphia là một chi thực vật có hoa trong họ Hòa thảo (Poaceae).

## Loài
Chi Anadelphia gồm các loài: